# 福良淳一
福良 淳一（ふくら じゅんいち、1960年6月28日 - ）は、宮崎県東臼杵郡北浦町（現：延岡市）出身の元プロ野球選手（内野手、右投右打）。
現在はオリックス・バファローズのゼネラルマネージャー（GM）兼チーム編成部長を務める。現職就任前には同球団の第27代監督を務めた。

## 経歴

### アマチュア時代
中学校で野球部に入り本格的に野球を始めた。
延岡工業高では2年生の時、1977年秋季九州大会準々決勝に進むが、佐世保工業高の白武佳久に抑えられ敗退。在学中の甲子園出場はならなかった。
高校卒業後日本国有鉄道に入り、社会人野球の大分鉄道管理局（現・九州旅客鉄道大分支社、チームとしては現・JR九州）で6年間プレーした。当時は二塁手を務め、1番や3番打者を任されている。1984年の都市対抗には新日本製鐵大分に補強され出場。2回戦の三菱重工神戸との対戦では、西村基史（新日本製鐵広畑から補強）から本塁打を打つなど中心打者として活躍する。準々決勝に進出したが、この大会に優勝した日産自動車に惜敗した。この時のチームメイトに山下和彦がいた。鉄道管理局では、2年間事務に従事し、2年間保線を担当したが、レールの交換や線路の補修といった重労働であったので、配置転換を希望し、その後の2年間は再び事務として働いていた。同年のプロ野球ドラフト会議で阪急ブレーブスに6位指名されて入団。年俸は360万円（推定）で、当時レギュラーだった福原峰夫の控えとなることが期待されていた。

### プロ野球選手時代
プロ1年目の1985年は監督の上田利治が課す厳しい練習に音を上げて3日で辞めようかとも考えたが、4月23日の対日本ハム戦で早くも一軍初出場を果たし、9回から松永浩美に代わって三塁の守備に就いたが、ファウルフライを落球して1か月ほど起用されなくなった。同年は16打数4安打の成績に終わり、神勝寺での秋季キャンプではコーチの大橋穣からの指導により守備を中心に激しい練習を積んでいる。
2年目の1986年は春季キャンプで猛練習を重ね、オープン戦で好成績を残した。レギュラーの岩本好広が不調だったこともあり、福原峰夫を含めた3人によるポジション争いの末に、二塁手のレギュラーの座を獲得している。同年は122試合に出場して打率.309を記録し、一時は新人王争いで清原和博の対抗馬の一人に挙げられた。オフには120%増の年俸960万円（推定）で契約を更改している。
1988年は読売ジャイアンツへ移籍した簑田浩二の後を継ぐ形で背番号が1に変更された。オールスターゲームに初めて出場し、7月30日の対西武戦では山根和夫からサヨナラ満塁本塁打を打った。同月は打率.328、5打点ながらこの本塁打が評価され、自身初の月間MVPを受賞している。またシーズン終盤には9月初旬に3割前後だった打率を約2週間で3割2分台まで急上昇させ、高沢秀昭と松永浩美の首位打者争いに割って入る活躍を見せた。10月初旬の対ロッテ戦で左肩脱臼により戦線離脱し、打率は.320でリーグ3位にとどまったが、自身初のベストナインに選出されている。この活躍が評価されてオフの契約更改で年俸が3000万円を超え、第一子も同年に生まれるなど公私ともに充実した一年となった。
年末に湯布院でオーバーホールをして迎えた1989年は開幕戦で4回表に阿波野秀幸から先制ソロ本塁打を打ち、親会社が阪急電鉄からオリックスに変わったチーム元年にあって、オリックス第1号本塁打を記録した。オールスターゲームまでチームは首位戦線を走っていたが、7月16日の対近鉄戦で本塁突入の際に山下和彦と激突し、再び左肩を脱臼して1か月ほど戦線離脱した。同年は西武を交えたデッドヒートの末に近鉄が優勝したため、福良にとって悔いの残る一年になったという。翌1990年はオープン戦で死球を受けて右手首を骨折し、回復を急いで早期にギプスを外して試合に出場したことが原因で同じ箇所をもう一度骨折した。このため同年は出場機会が大きく減ってしまい、オフには手首を手術している。
1991年に土井正三が監督に就任すると、土井の信頼もあり試合途中で交代させられることが減少し、翌1992年は守備率.992を記録。さらに1993年4月28日の対ダイエー戦から1994年7月31日の対西武戦まで、連続守備機会無失策836（刺殺334、補殺502）の日本記録を樹立している。1994年4月13日の対日本ハム戦で篠塚和典と白井一幸の持つ当時の日本記録550に並ぶときは意識したが、その後はプレッシャーを感じなかったという。なお記録が途切れたのは西武球場での対西武戦の7回裏で、降雨中断後に星野伸之の投球を清原和博が一・二塁間に打ち上げ、これを福良がグラブの真ん中で弾いた。その後一死満塁となった場面でイチローにもエラーが出て一挙6点を奪われて逆転されたが、8回に1番・イチローと2番・福良の連打で同点に追いつき、逆転勝利を収めた。この試合で福良は、記録よりも勝てたことが印象に残っていると後に述べている。8月20日に1000試合出場を達成している。疲労性の腰痛が慢性化したほか、打球や死球による打撲も多く鎮痛剤を常用していたが、6年ぶりに打率が3割を超えるなど攻守にわたる活躍で2度目のベストナインを獲得し、年俸も1億円を突破した。翌1995年は6月8日の対日本ハム戦で本塁に突入した際に捕手と激突し、右膝十字靱帯を断裂する大怪我を負った。9月中旬に一軍に復帰したものの、膝が万全でなかったため自身初のリーグ優勝はベンチで迎えている。しかし同年の日本シリーズでは全試合に「2番・二塁手」として先発出場し、オフにはFA権を取得したが翌年の日本一を目指して迷わず残留を決め、FA宣言した上で再契約金3000万円、現状維持の年俸1億200万円で再契約している。
1996年は膝にブレースを装着したままのプレーが続き、移籍してきた大島公一と併用される形となった。この年から三塁手として起用されることが多くなった。同年の日本シリーズでは三塁手や代打として起用され、念願の日本一となっている。前年との2回の日本シリーズが現役時代最高の思い出だったという。1997年は春先から膝の状態は良かったものの、若返りを目指すチームの方針もあって出場機会が減少。10月10日のグリーンスタジアム神戸最終戦だった対ダイエー戦が福良にとって現役最後の出場となり、代打で安打を打った。さらに中嶋聡と小林宏が配球に配慮し、打者は高校の後輩柳田聖人で、中嶋聡が「先輩のところへ打ってやれ」と言われ、その通り打って試合終了となる。
ちなみに選手時代の応援歌はテレビアニメ『花の子ルンルン』の主題歌の替え歌だった。

### 現役引退後
1998年にオリックスの二軍打撃兼内野守備走塁コーチに就任し、1999年には二軍守備走塁コーチ、2001年にスカウトへ転身した。
2005年からは日本ハムの二軍内野守備コーチに就任し、2007年には二軍監督を務めている。福良は一軍で通用する選手の育成を第一目標とし、個々の選手指導はコーチの裁量に任せながら手薄な野手の成長などを目指した。2008年には一軍ヘッドコーチに就き、2009年からは打撃コーチを兼任。日本ハムの2009年のリーグ優勝に貢献している。2012年はヘッドコーチに専念したが、同年シーズン終了後、日本ハムを退団した。
2013年からは再びオリックスに復帰し、一軍ヘッドコーチを務めていたが、2015年にはチームが開幕から最下位に低迷し、自力でのパシフィック・リーグ優勝の可能性が消滅した6月2日に一軍監督の森脇浩司が休養、一軍監督代行としてシーズン終了まで指揮を執った。森脇の監督退任（8月31日）・シニアアドバイザー就任（9月1日）を受けて、シーズン終盤の10月1日には翌年から一軍監督へ昇格することが球団から発表された。阪急のOBがオリックスの監督に就任したのは初の出来事である。また、同球団の生え抜き選手の監督就任は梶本隆夫以来およそ35年ぶりとなった。一軍監督代行期間中のチーム成績は、89試合42勝46敗1分けでレギュラーシーズンを5位で終えている。2016年は同じ国鉄職員だったが故に現役時代から親交のあった同郷の西村徳文をヘッドコーチとして招聘、成績は4年ぶりの最下位に終わった。2017年は4位。

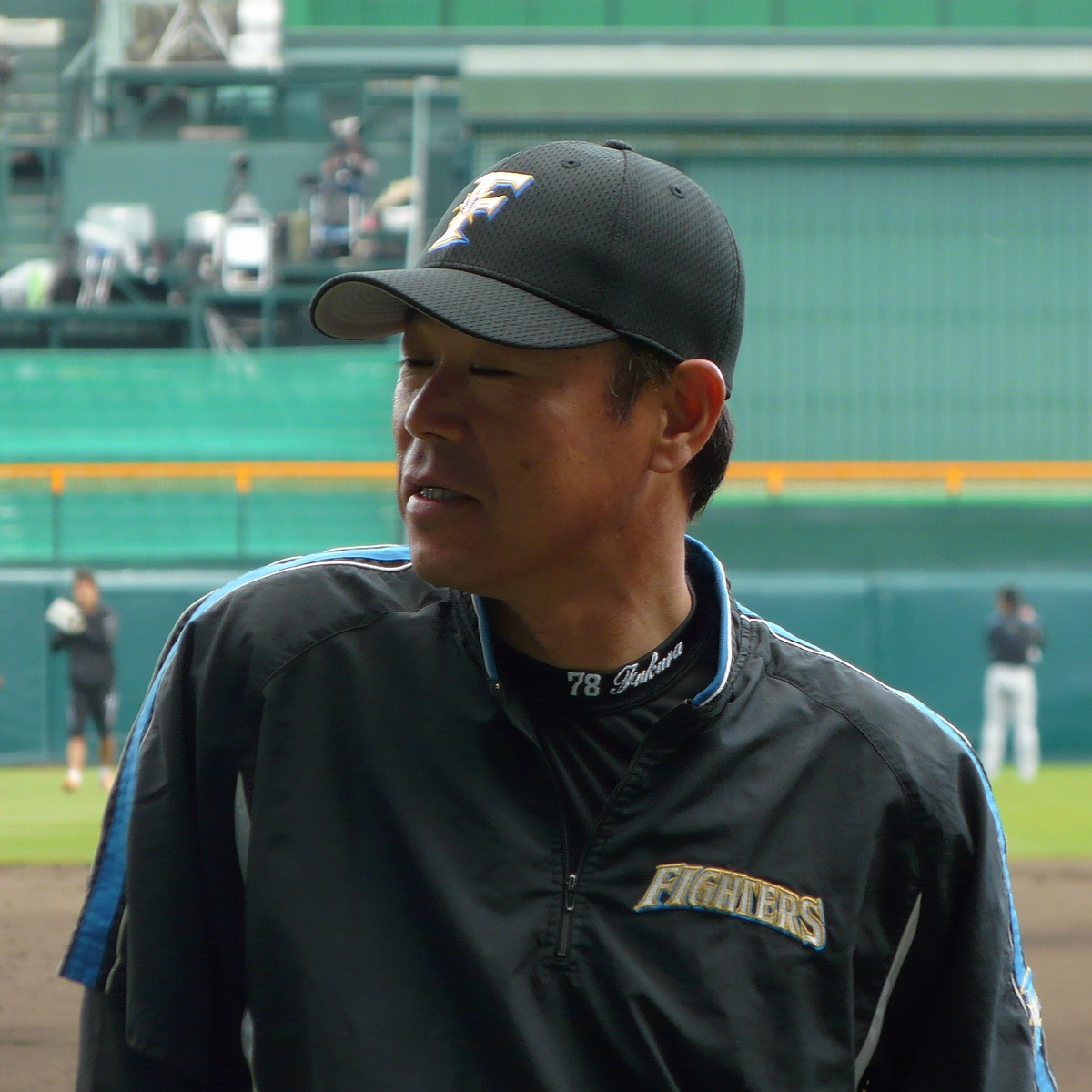
日本ハム一軍ヘッド兼打撃コーチ時代（2010年5月13日）

同年の10月26日のドラフト会議で埼玉西武ライオンズとの競合の末、田嶋大樹の交渉権を引き当て、球団のくじ引き連敗を11でストップした。
2018年も前年同様4位に終わり、シーズン限りで退任することが決まり、10月5日のシーズン最終戦（京セラドーム大阪）の試合前にシーズン総括の記者会見を行った。10月22日、2019年からフロント入りして育成統括ゼネラルマネージャーに就任することが発表された。
2019年5月28日、新設されるゼネラルマネジャー職に6月1日付で就任することが発表された。また編成部長も兼任しており、ドラフトでは高卒選手を中心に指名するなどチームの再建を図った。同年は3年ぶりの最下位に終わった。同年オフ、アダム・ジョーンズを獲得した。2020年も前年に続き低迷し、8月20日の西武戦で同年4度目の4連敗で16勝33敗4分、首位のソフトバンク・ロッテからは12ゲーム差、5位の西武からも7ゲーム差をつけられた最下位に低迷していた。試合終了後に監督の西村が辞任、福良は同日に会見を開き「辞任の要請です」と説明した。GM就任3年目となる2021年に、西村の後任監督となった中嶋聡の下でオリックスは25年ぶりのリーグ優勝を達成し、福良の手腕と功績についても評価する報道がみられた。

## 選手としての特徴・人物
最大の武器である堅実な守備と小技に長けた俊足巧打が魅力の内野手。
人情豊かで庶民的な一面からチーム内での人望が厚い。オリックス監督時代は古巣・日本ハムとの試合で札幌ドームに行くと福良を慕う日本ハムの選手に加え、球場で働くスタッフや警備員まで寄ってくるという。
プロ入り当初に着用した背番号51は自身の愛称「デコ」と蒸気機関車のD51（通称デゴイチ）にちなんだもの。
日本ハム二軍監督代行時代に、パニック障害を発症し、打席に立てなくなるほどになった小谷野栄一を支え、現場復帰できるほどになった。その後、小谷野とはオリックス監督時代に同球団に所属していた。
オリックス監督時代はベンチで緑茶『綾鷹』を飲む様子が野球中継で映ることがあり、ファンの間で福良が綾鷹好きではないかと話題になった。また、その情報を販売元の日本コカ・コーラ社が察知。福良の監督退任が決まった際は綾鷹の公式Twitterで、
「ふわりと急須から広がるお茶の香りも、
くさの花咲く夜の語いも、
良い思い出です。
さん燦と輝く星を眺めながら、
ありがとう。そして、これからも」
と呟き、これを縦に読むと「ふく良さんありがとう」というメッセージに。同社の広報担当者は「綾鷹のTwitterはご愛飲いただいている皆さんに感謝の気持ちを伝えるというのがテーマです。個人の方に対してメッセージを送ることはありませんが、呟いた内容は横に読んでいただいても縦に読んでいただいてもかまいません。察していただけると嬉しいです」と説明。さらにこの模様を伝えたサンスポの記事が日本コカ・コーラ内で話題になり、福良の元に綾鷹のケースが贈られている。なお、贈られたのは通常の綾鷹ではなく、特定保健用食品の『綾鷹 特選茶』であり、福良は「ビックリしたわ～。しかも、あれ、高いやつやで。ありがとうございます」と笑顔で感謝を述べた。

## 詳細情報

### 年度別打撃成績
| 年 度     | 球 団           | 試 合 | 打 席 | 打 数 | 得 点 | 安 打 | 二 塁 打 | 三 塁 打 | 本 塁 打 | 塁 打 | 打 点 | 盗 塁 | 盗 塁 死 | 犠 打 | 犠 飛 | 四 球 | 敬 遠 | 死 球 | 三 振 | 併 殺 打 | 打 率 | 出 塁 率 | 長 打 率 | O P S |
| --------- | --------------- | ----- | ----- | ----- | ----- | ----- | -------- | -------- | -------- | ----- | ----- | ----- | -------- | ----- | ----- | ----- | ----- | ----- | ----- | -------- | ----- | -------- | -------- | ----- |
| 1985      | 阪急 オリックス | 37    | 19    | 16    | 3     | 4     | 0        | 0        | 0        | 4     | 1     | 1     | 0        | 0     | 0     | 3     | 0     | 0     | 1     | 0        | .250  | .368     | .250     | .618  |
| 1986      | 阪急 オリックス | 122   | 468   | 404   | 68    | 125   | 23       | 4        | 12       | 192   | 44    | 14    | 5        | 11    | 2     | 36    | 1     | 15    | 43    | 12       | .309  | .385     | .475     | .860  |
| 1987      | 阪急 オリックス | 130   | 536   | 463   | 58    | 122   | 23       | 1        | 8        | 171   | 40    | 12    | 1        | 14    | 2     | 45    | 0     | 12    | 49    | 12       | .263  | .343     | .369     | .712  |
| 1988      | 阪急 オリックス | 110   | 483   | 410   | 74    | 131   | 17       | 2        | 7        | 173   | 33    | 12    | 4        | 15    | 4     | 49    | 0     | 5     | 31    | 8        | .320  | .395     | .422     | .817  |
| 1989      | 阪急 オリックス | 115   | 498   | 394   | 61    | 102   | 16       | 0        | 8        | 142   | 47    | 8     | 7        | 29    | 4     | 62    | 0     | 9     | 39    | 9        | .259  | .369     | .360     | .729  |
| 1990      | 阪急 オリックス | 53    | 140   | 114   | 13    | 24    | 4        | 1        | 1        | 33    | 11    | 7     | 3        | 6     | 1     | 16    | 0     | 3     | 12    | 3        | .211  | .321     | .289     | .610  |
| 1991      | 阪急 オリックス | 104   | 433   | 355   | 53    | 97    | 13       | 1        | 2        | 118   | 26    | 15    | 7        | 22    | 6     | 43    | 1     | 7     | 24    | 5        | .273  | .358     | .332     | .690  |
| 1992      | 阪急 オリックス | 114   | 492   | 409   | 57    | 116   | 16       | 4        | 3        | 149   | 37    | 13    | 5        | 24    | 3     | 50    | 1     | 6     | 52    | 5        | .284  | .368     | .364     | .732  |
| 1993      | 阪急 オリックス | 130   | 555   | 453   | 63    | 121   | 16       | 1        | 2        | 145   | 30    | 20    | 9        | 31    | 3     | 65    | 0     | 3     | 42    | 8        | .267  | .361     | .320     | .681  |
| 1994      | 阪急 オリックス | 114   | 477   | 386   | 49    | 116   | 23       | 1        | 3        | 150   | 50    | 4     | 5        | 33    | 2     | 49    | 0     | 7     | 39    | 5        | .301  | .387     | .389     | .776  |
| 1995      | 阪急 オリックス | 53    | 201   | 162   | 24    | 45    | 3        | 0        | 4        | 60    | 19    | 0     | 1        | 11    | 1     | 23    | 0     | 4     | 14    | 4        | .278  | .379     | .370     | .749  |
| 1996      | 阪急 オリックス | 92    | 348   | 289   | 25    | 82    | 7        | 2        | 0        | 93    | 26    | 0     | 0        | 22    | 5     | 28    | 0     | 4     | 38    | 5        | .284  | .350     | .322     | .671  |
| 1997      | 阪急 オリックス | 66    | 175   | 144   | 14    | 31    | 4        | 0        | 0        | 35    | 8     | 0     | 1        | 6     | 2     | 22    | 0     | 1     | 18    | 7        | .215  | .320     | .243     | .563  |
| NPB：13年 | NPB：13年       | 1240  | 4825  | 3999  | 562   | 1116  | 165      | 17       | 50       | 1465  | 372   | 106   | 48       | 224   | 35    | 491   | 3     | 76    | 402   | 83       | .279  | .366     | .366     | .732  |

- 各年度の太字はリーグ最高
- 阪急（阪急ブレーブス）は、1989年にオリックス（オリックス・ブレーブス）に球団名を変更

### 表彰
- ベストナイン：2回 （1988年、1994年）
- 月間MVP：1回 （1988年7月）

### 記録
初記録
- 初出場：1985年4月23日、対日本ハムファイターズ4回戦（阪急西宮球場）、9回表に松永浩美に代わり三塁手として出場
- 初安打：1985年5月13日、対南海ホークス9回戦（阪急西宮球場）、5回裏に山内和宏から
- 初先発出場：1985年5月15日、対近鉄バファローズ6回戦（阪急西宮球場）、9番・二塁手として先発出場
- 初打点：1985年5月16日、対近鉄バファローズ7回戦（阪急西宮球場）、2回裏に鈴木啓示から
- 初盗塁：同上、2回裏に（投手：鈴木啓示、捕手：有田修三）
- 初本塁打：1986年4月17日、対南海ホークス4回戦（阪急西宮球場）、9回裏に矢野実から2ラン

節目の記録
- 1000試合出場：1994年8月20日、対西武ライオンズ17回戦（グリーンスタジアム神戸）、2番・二塁手として先発出場　※史上321人目
- 1000安打：1995年7月2日、対西武ライオンズ14回戦（西武ライオンズ球場）、1回表に新谷博から右前先制適時打　※史上180人目
- 200犠打：1996年5月3日、対福岡ダイエーホークス6回戦（福岡ドーム）、9回表に藤井将雄から　※史上17人目

その他の記録
- 二塁手連続守備機会無失策804：1993年4月28日 - 1994年7月31日　※日本記録
- オールスターゲーム出場：1回 （1988年）

### 背番号
- 51 （1985年 - 1987年）
- 1 （1988年 - 1997年）
- 85 （1998年 - 2000年）
- 78 （2005年 - 2018年）

### 通算監督成績
| 年 度     | 球 団      | 順 位     | 試 合 | 勝 利 | 敗 戦 | 引 分 | 勝 率 | ゲ ｜ ム 差            | 本 塁 打               | 打 率                  | 防 御 率               | 年 齡                  |
| --------- | ---------- | --------- | ----- | ----- | ----- | ----- | ----- | ---------------------- | ---------------------- | ---------------------- | ---------------------- | ---------------------- |
| 2015      | オリックス | 5位       | 89    | 42    | 46    | 1     | .477  | 30.0                   | 94                     | .249                   | 3.59                   | 55歳                   |
| 2016      | オリックス | 6位       | 143   | 57    | 83    | 3     | .407  | 30.0                   | 84                     | .253                   | 4.18                   | 56歳                   |
| 2017      | オリックス | 4位       | 143   | 63    | 79    | 1     | .444  | 30.5                   | 127                    | .251                   | 3.81                   | 57歳                   |
| 2018      | オリックス | 4位       | 143   | 65    | 73    | 5     | .471  | 21.5                   | 108                    | .244                   | 3.69                   | 58歳                   |
| 通算：4年 | 通算：4年  | 通算：4年 | 518   | 227   | 281   | 10    | .447  | Aクラス0回、Bクラス4回 | Aクラス0回、Bクラス4回 | Aクラス0回、Bクラス4回 | Aクラス0回、Bクラス4回 | Aクラス0回、Bクラス4回 |

- ※2015年森脇監督休養のため監督代行（6月2日から閉幕まで）